# Alasdair Dickinson
Alasdair Granville Dickinson (Dundee, 11 settembre 1983) è un ex rugbista a 15 britannico, che giocava nel ruolo di pilone. A livello internazionale ha disputato 58 partite per la Scozia.

## Biografia
Dopo avere iniziato a giocare con il Dundee HSFP nel 2001, due anni più tardi Dickinson passò al rugby professionistico unendosi all'Edimburgo. Nel 2007, dopo quattro anni di militanza in Celtic League, si trasferì al Gloucester per giocare nella English Premiership. Con la squadra inglese raggiunse le semifinali di Premiership durante le stagioni 2007-08 e 2010-11, oltre ai quarti di finale di Heineken Cup 2007-08. Convocato per disputare la Coppa del Mondo di rugby 2007, fece il suo debutto internazionale affrontando il 23 settembre la Nuova Zelanda a Murrayfield.
Terminata l'esperienza con il Gloucester, Dickinson rimase per altri due anni in Inghilterra firmando nel 2011 un contratto con i Sale Sharks. Fu selezionato per la Coppa del Mondo di rugby 2011 dove collezionò tre presenze subentrando dalla panchina contro Romania, Argentina e Inghilterra. Nel 2013 tornò nuovamente a giocare in Scozia unendosi all'Edimburgo.

## Palmarès
- Coppe Anglo-Gallesi: 1
Gloucester: 2010-11